# Człowiek z Lantian
Człowiek z Lantian (Homo erectus lantianensis) (chiń. 蓝田人) – hominid, którego pierwsze szczątki odkryto w roku 1963 w sekcji Lantian w prowincji Shaanxi w Chinach. Znaleziona została górna część czaszki o pojemności 780 cm³ i żuchwa, datowane na ok. 600 tys. lat. Człowiek z Lantian pojawił się wcześniej niż człowiek pekiński, ale później niż człowiek z Yuanmou.